# Hanna Tashpulatava
Hanna Tashpulatava (née le 21 octobre 1987 à Proujany) est une athlète biélorusse, spécialiste du 400 mètres. 

## Palmarès
| Date | Compétition                    | Lieu     | Résultat | Épreuve   | Temps         |
| ---- | ------------------------------ | -------- | -------- | --------- | ------------- |
| 2009 | Championnats d'Europe en salle | Turin    | 3e       | 4 x 400 m | 3 min 35 s 03 |
| 2009 | Championnats d'Europe espoirs  | Kaunas   | 3e       | 4 x 400 m | 3 min 30 s 45 |
| 2011 | Championnats du monde          | Daegu    | 4e       | 4 x 400 m | 3 min 25 s 64 |
| 2012 | Championnats du monde en salle | Istanbul | 4e       | 4 x 400 m | 3 min 33 s 73 |

## Records
| Épreuve    | Épreuve      | Temps   | Lieu     | Date            |
| ---------- | ------------ | ------- | -------- | --------------- |
| 400 mètres | En plein air | 51 s 43 | Minsk    | 12 juin 2012    |
| 400 mètres | En salle     | 52 s 48 | Moguilev | 10 février 2012 |